# شهرستان آگریزسکی
شهرستان آگریزسکی (به لاتین: Agryzsky District) یک شهرستان در روسیه است که در تاتارستان واقع شده‌است.